# Carpenedolo
Carpenedolo ([karpeˈneːdolo]; Carpenédol in dialetto bresciano) è un comune italiano di 13 005 abitanti della provincia di Brescia in Lombardia.
È situato nella Pianura Padana e più precisamente nella Bassa bresciana orientale, sulla riva sinistra del fiume Chiese, a 30 km da Brescia e 40 km da Mantova.

## Geografia fisica

### Territorio
Carpenedolo è situato nella parte sud-orientale della provincia di Brescia, al confine con la provincia di Mantova. Dista 22 chilometri a sud da Brescia, 46 chilometri da Mantova e 50 chilometri da Cremona.
Il comune confina a nord con Montichiari, a est con Castiglione delle Stiviere e Castel Goffredo, a ovest con Calvisano, a sud con Acquafredda.
Il territorio comunale (superficie di 30,12 km²) è prevalentemente pianeggiante, al termine dell'anfiteatro collinare morenico del lago di Garda. Le maggiori elevazioni sono rappresentate dal monte Rocchetta (132 m s.l.m.),dal Capomonte, dal colle Zecchi, dal monte Paletta e dal monte Fogliuto. La quota ufficiale della cittadina, riferita all'ubicazione della casa comunale è di 78 m s.l.m..
Dal punto di vista geologico il terreno è costituito da sedimenti terrigeni determinati dal fenomeno morenico o dalla pianura alluvionale del fiume Chiese.

#### Idrografia

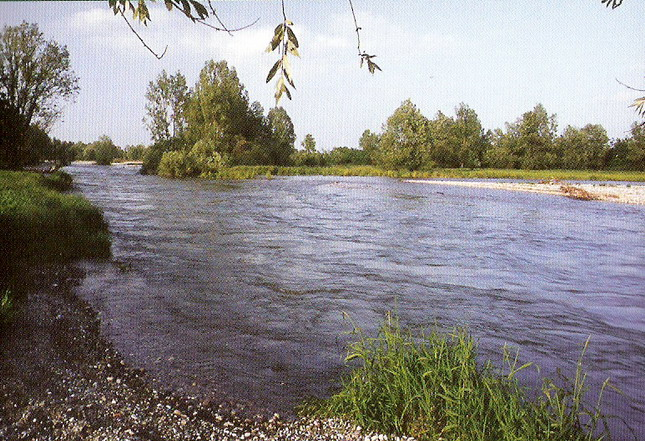
Il fiume Chiese a Carpenedolo

Il confine con il comune di Calvisano, a ovest, è costituito dal fiume Chiese, che qui, all'ingresso in pianura, allarga l'alveo rallentando la velocità delle acque. Un'ampia area golenale ospita
salici e pioppi che si alternano a praterie e tratti paludosi e a pozze alimentate dalle risorgive. Questo ambiente ospita numerose specie di uccelli (pendolino, garzetta, martin pescatore, nitticora, tarabusino, airone cinerino. Sull'argine sono stati ricavati itinerari da percorrere in bicicletta o a piedi (verso nord fino a Montichiari o verso sud fino al ponte di Mezzane).
Il centro abitato è attraversato dalla "Fossa Magna", un canale voluto da Bernabò Visconti, che in origine partiva dal fiume Chiese, passando per Lonato, per ricongiungersi al fiume dopo aver seguito l'odierna strada statale asolana. Nel 1750 Montichiari intercettò le acque provenienti da Lonato e il tratto della "Fossa Magna" di Carpendolo è da allora alimentato solo dalle risorgive, a partire dal fontanone di Sant'Apollonia, e da due affluenti (Seriola Lametta e Fontanone della Scala), che in precedenza formavano paludi a sud e a est del monte Rocchetta. A causa dell'intenso uso dell'acqua per l'irrigazione le risorgive sono oggi insufficienti ad alimentare il canale, che in alcuni tratti è secco.
Il percorso della Fossa Magna all'interno dell'abitato è stato in più punti coperto nel corso dell'Ottocento (piazza dell'Ospedale, piazza della Chiesa, piazza Europa). A sud del paese si conserva la ruota di uno dei mulini che utilizzavano l'acqua della Fossa.

#### Sismologia
Secondo la classificazione sismica, il comune appartiene alla zona 3 (sismicità medio-bassa), Ordinanza PCM n. 3274 del 20/03/2003.

### Clima
Carpenedolo gode del tipico clima temperato continentale dell'alta pianura padana e delle medie latitudini, comune a tutta la Lombardia. Come nel resto della pianura bresciana nel periodo invernale è frequente la nebbia e anche le gelate e la neve. L'estate può essere calda e afosa nei mesi di luglio e agosto, con temperature che possono salire oltre i 35º. In primavera e in autunno il clima è più mite e più umido.
Classificazione climatica: zona, E 2399 78.
| Mese                           | Gen   | Feb | Mar | Apr | Mag | Giu | Lug | Ago | Set | Ott   | Nov   | Dic   | Anno |
| ------------------------------ | ----- | --- | --- | --- | --- | --- | --- | --- | --- | ----- | ----- | ----- | ---- |
| Temperatura massima media (°C) | 4     | 8   | 13  | 17  | 22  | 26  | 30  | 28  | 24  | 18    | 10    | 5     | 17   |
| Temperatura minima media (°C)  | -3    | -1  | 3   | 7   | 11  | 15  | 18  | 17  | 14  | 9     | 3     | -2    | 7,5  |
| Piovosità media (mm)           | 60    | 54  | 64  | 69  | 92  | 75  | 73  | 85  | 62  | 84    | 79    | 54    | 71   |
| Umidità relativa (%)           | 86    | 81  | 75  | 76  | 73  | 71  | 72  | 72  | 75  | 79    | 85    | 86    | 77.6 |
| Venti (dir.-nodi)              | WNW-5 | W-5 | W-5 | W-5 | W-5 | W-5 | W-5 | W-5 | W-5 | WNW-5 | WNW-5 | WNW-5 | --   |

## Origini del nome

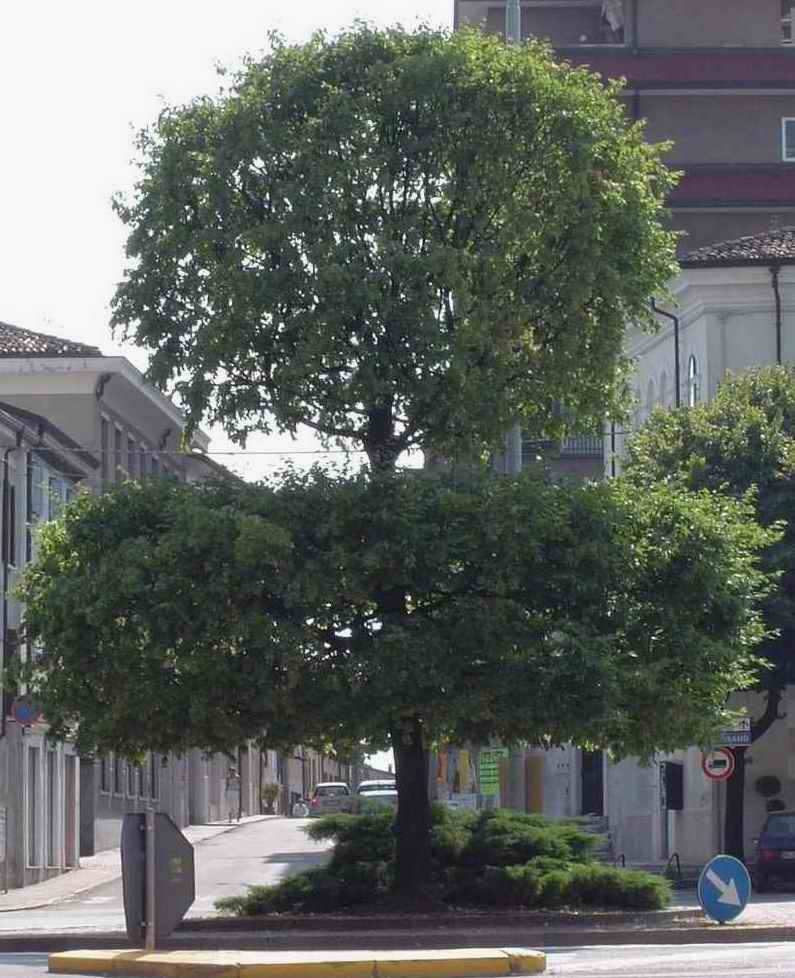
Albero di carpino nella piazza principale

Il toponimo di Carpenedolo deriva da carpinus, ovvero la pianta del carpino, che è tuttora simbolo del paese. Al toponimo si riferisce anche il nome della chiesa più antica, la pieve di Santa Maria in Carpino. Il nome ricorre come Carpanetulo nel sec. XII, Carpenedulo nel sec XIII, Carpenedolo nel sec. XVI. Il suffisso in edolo è comune a molti toponimi in provincia e indica un collettivo. Pertanto il toponimo indica la presenza storica di una moltitudine di carpini, da cui quindi Carpenedolo, il paese dei carpini.

## Storia

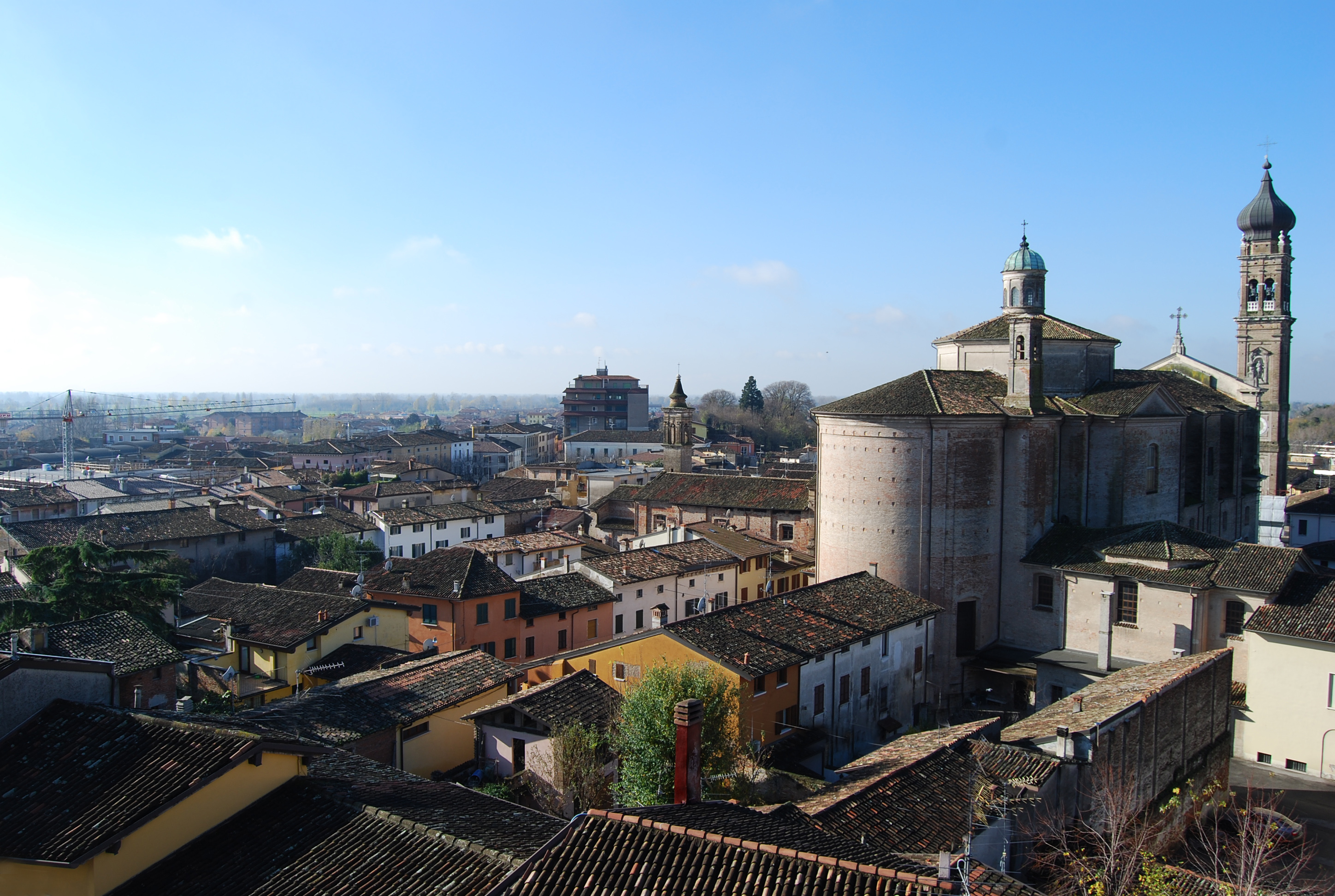
Panorama

Nel territorio del comune è attestata la frequentazione umana a partire dall'età del bronzo (i ritrovamenti più importanti sono costituiti da un'ascia con alette e di due spade, rinvenute nel 1975 e custodite nel museo archeologico di Remedello; ceramiche della stessa epoca sono state rinvenute nei pressi del fiume Chiese).
La presenza di un insediamento celtico dei Galli Boi è suggerita dal ritrovamento di suppellettili e oggetti provenienti da corredi funebri, conservati ugualmente nel museo archeologico di Remedello. L'insediamento dovette proseguire anche in epoca romana, come suggeriscono iscrizioni commemorative e votive del II secolo a.C. e in epoca altomedievale (ritrovamenti di tombe barbariche nel 1903 e di oggetti longobardi).
In epoca medievale fu sede di una pieve (Santa Maria in Carpino), sorta nell'odierna frazione di Taglie, e di un castello sul monte Rocchetta, già esistente nel 1043.
Nel 1237, in occasione della discesa in Italia dell'imperatore Federico II, il castello fu distrutto dal podestà di Parma e Reggio Emilia, nonostante la difesa del capitano che lo difendeva, Ardizzone Losco Poncarale.
A partire dal 1324 fu signore di Carpenedolo e delle terre vicine Cangrande I della Scala.
Nel 1337 passò sotto i Visconti di Milano: a Bernabò Visconti si deve la realizzazione del canale della "Fossa Magna" e la ricostruzione della torre del vecchio castello.
Nel 1404 Pandolfo III Malatesta si impadronì della signoria di Brescia; durante una sua assenza per difendere i suoi domini da Venezia nel 1413, Carpenedolo si ribellò insieme ad altri comuni del Bresciano: al suo ritorno il condottiero rase al suolo il paese. In seguito fu sconfitto da Francesco Bussone (il Carmagnola) presso la Fossa Magna nel 1420 e ritornò sotto il dominio di Milano. Nel 1428 passò alla Repubblica di Venezia.
Subì un'epidemia di peste particolarmente violenta nel 1630 e nel 1701-1702 un assedio da parte delle truppe imperiali.

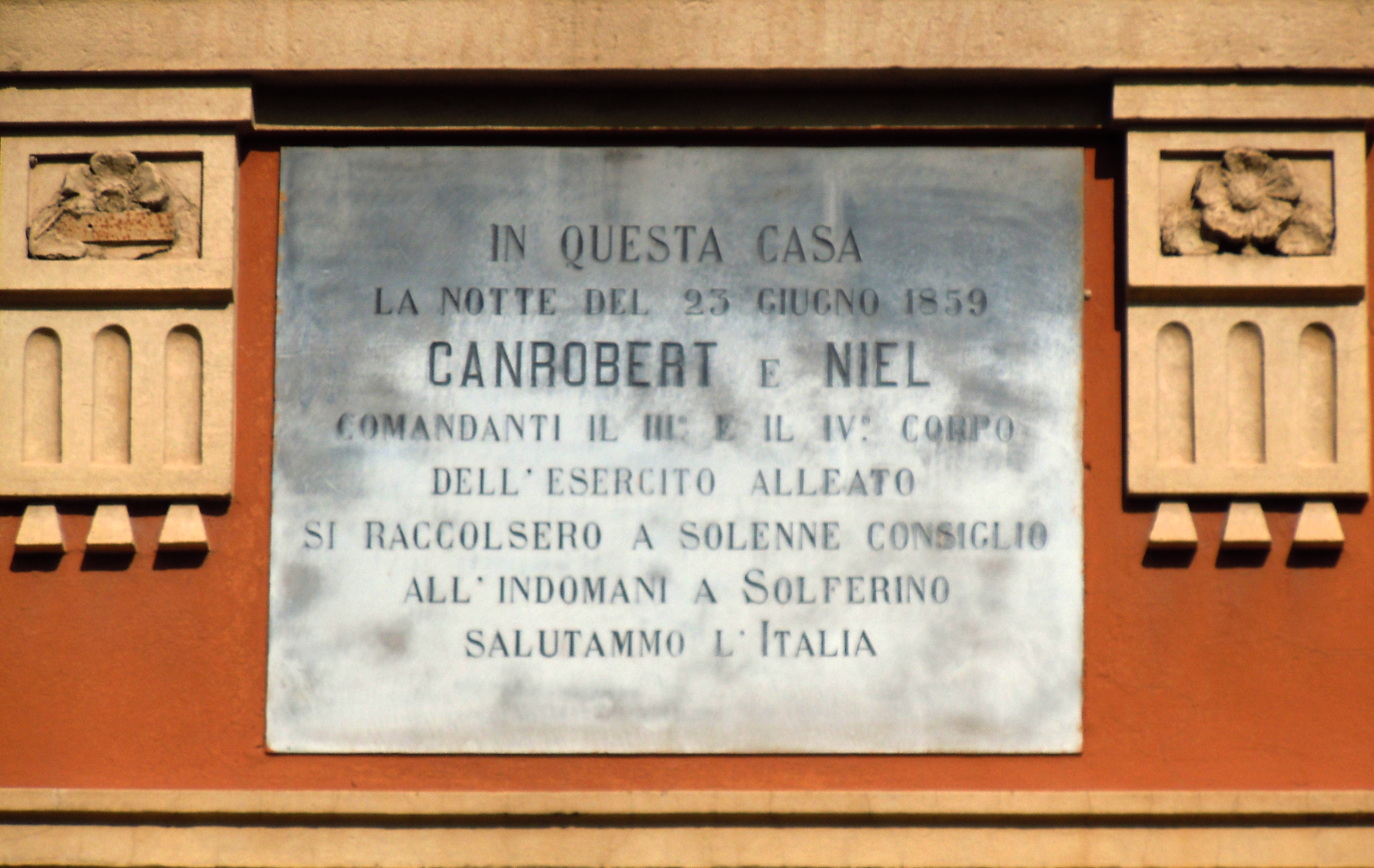
Carpenedolo, lapide ai generali Canrobert e Niel

Nel 1815 entrò a far parte della neoistituita provincia di Brescia del Regno Lombardo-Veneto. Sotto il dominio austriaco subì due epidemie di colera (1836 e 1855).
Nel 1848, durante la prima guerra di indipendenza il generale Radetzky minacciò di raderla nuovamente al suolo per essersi opposta al passaggio delle truppe austriache. Nel 1859, durante la seconda guerra di indipendenza fu sede del campo del IV corpo di armata francese, guidato dal generale Adolphe Niel, prima della battaglia di Solferino e San Martino.
Con il resto del Lombardo-Veneto passò al Regno d'Italia nel 1861.

### Simboli
Nel 1554 il primo stemma cittadino, posto sul palazzo comunale, demolito nel 1932, recava un carpino a doppia chioma, accompagnato dall'iscrizione "Communitas Carpinetuli 1554". Nel XVIII secolo sugli atti del comune veniva apposto un sigillo con al centro un carpino a una sola chioma e intorno la scritta "Comunità di Carpenedolo".
L'attuale stemma è stato confermato dalla direzione araldica di Firenze e approvato dalla Presidenza del Consiglio dei ministri con D.P.R del 26 settembre 1960.
campagna di verde. Ornamenti esteriori da Comune.»
Il gonfalone, concesso con D.P.R. del 28 aprile 1961, è un drappo partito di bianco e di verde.

## Monumenti e luoghi d'interesse

### Architetture religiose

#### Chiesa parrocchiale di San Giovanni Battista

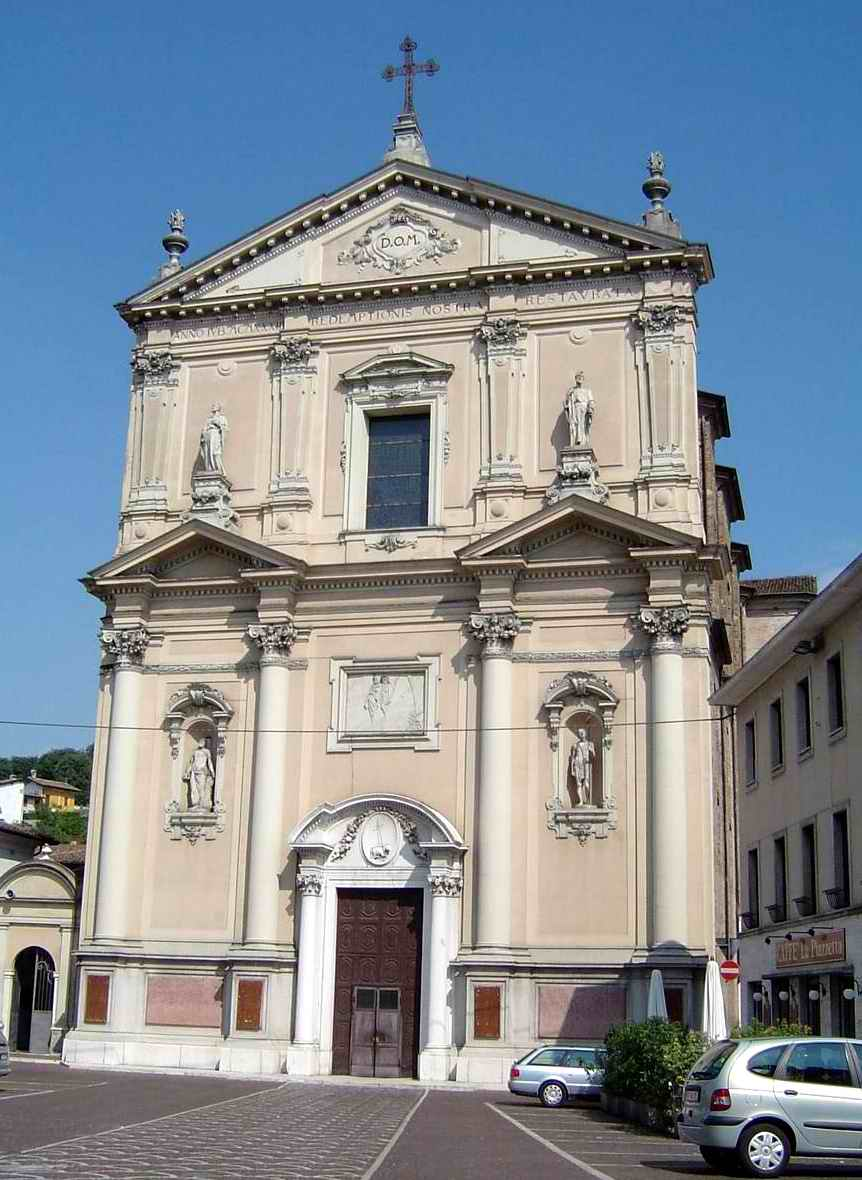
Chiesa parrocchiale di San Giovanni Battista

La chiesa parrocchiale, intitolata a san Giovanni Battista, fu costruita nei secoli XVII-XVIII.
L'edificio ha pianta a croce latina, con navata unica e altari laterali. Opere di pregio custodite all'interno sono una pala d'altare settecentesca raffigurante la Natività di san Giovanni Battista gli altari laterali, con tele, i cui soggetti sono Il martirio di san Bartolomeo de' Maffei, patrono della città, L'ultima cena, San Francesco riceve le stimmate e Martirio di san Lorenzo.
Il campanile della chiesa (detto anche "Torre nuova") venne innalzato a partire dal 1726, al posto di quello vecchio, demolito nel 1720 in quanto pericolante. Fu costruito a spese della comunità su un'area di proprietà privata di fronte alla chiesa, su progetto dell'architetto di Lonato Paolo Soratini. Venne terminato nel 1736 e raggiunge un'altezza di 66 m.
Inizialmente aveva quattro campane, sostituite nel 1843 dalle nove attuali.

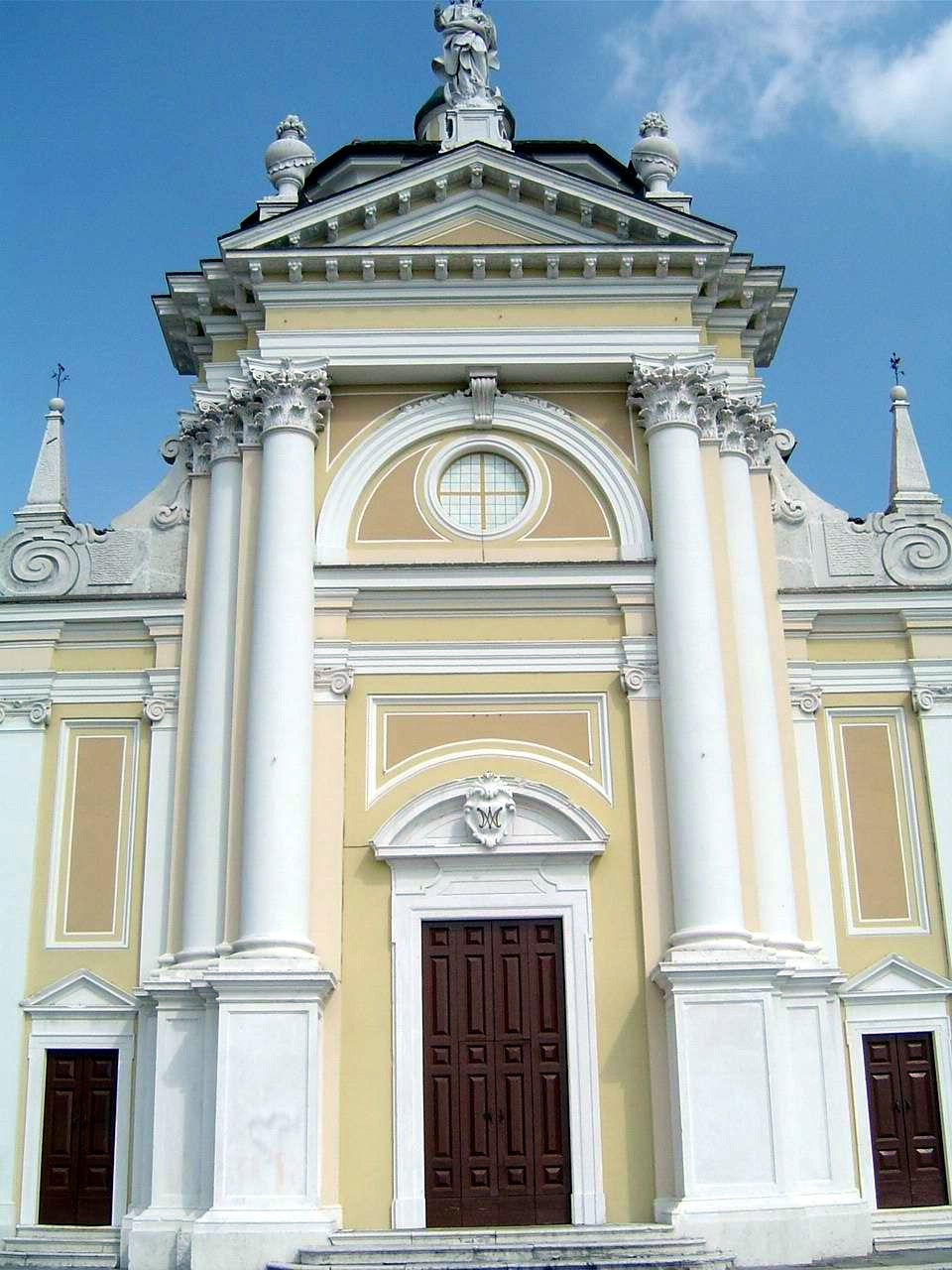
Chiesa di Santa Maria del Castello

#### Santuario di Santa Maria del Castello
La chiesa del santuario di Santa Maria del Castello è un edificio seicentesco, realizzato in stile barocco opera dell'architetto G. B. Marchetti.
Alla chiesa si accede per mezzo di una scalinata che permette di raggiungere il sagrato sopraelevato, posto in posizione panoramica sulla pianura circostante.
All'interno, a pianta centrale, quattro semicolonne sorreggono gli archi su cui poggia il tamburo poligonale della cupola, nel quale si aprono finestre timpanate.
L'altare maggiore è protetto da un ciborio a forma di tempietto, attribuito al comasco Solari, con quattro colonne che sorreggono le statue delle tre Virtù teologali. L'interno è affrescato e conserva due tele del pittore Maffei (Natività di Gesù e Visitazione).

#### Pieve di Santa Maria in Carpino

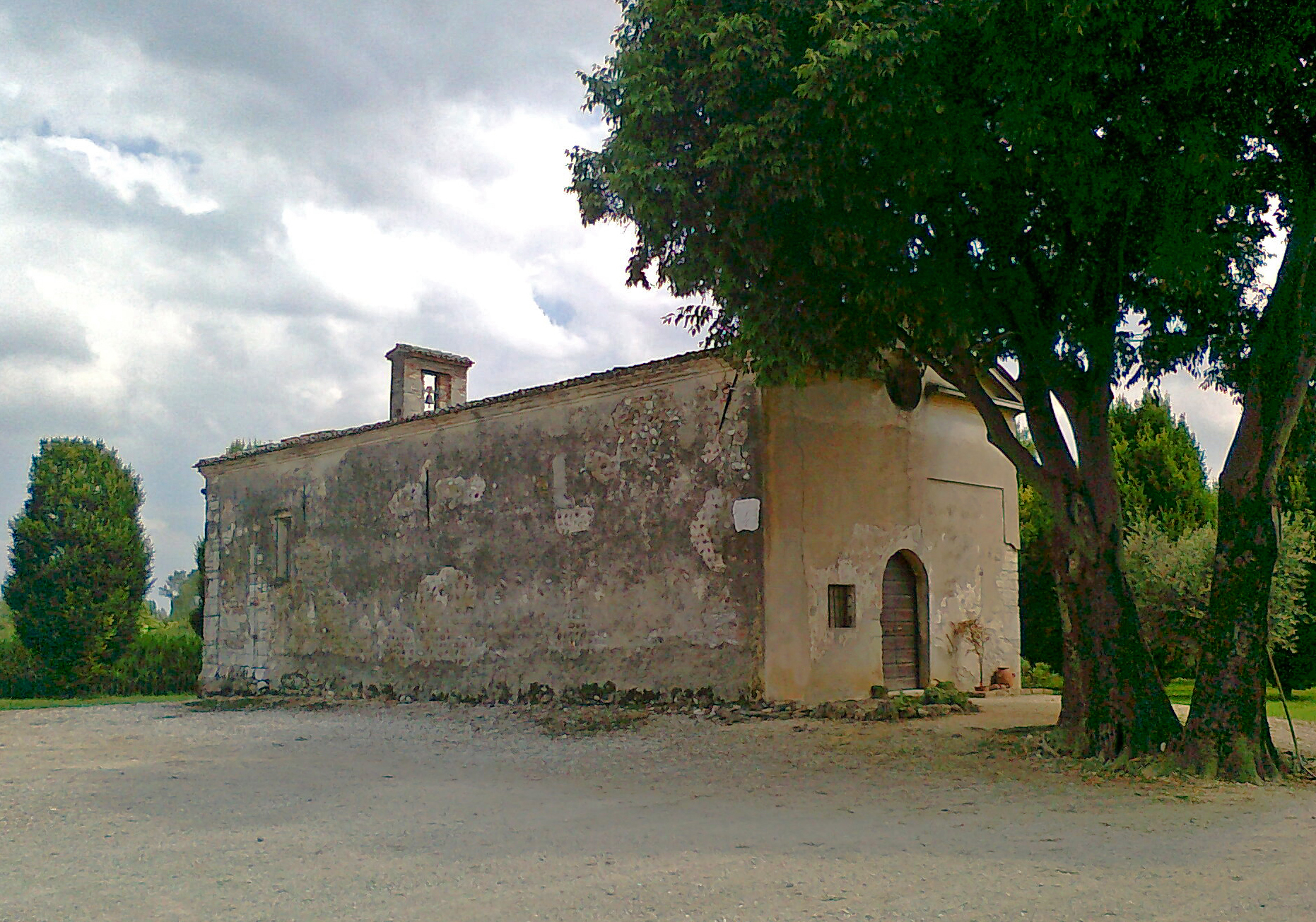
Pieve di Santa Maria in Carpino

L'edificio in forma basilicale è di forme romaniche, con abside semicircolare in pietra di Botticino, ornata all'esterno di sottili lesene e coronata da una cornice di laterizi. Nella muratura sono inseriti elementi di reimpiego con decorazioni scolpite di epoca altomedievale e romana.

#### Chiesa di San Pietro
La piccola chiesa di San Pietro si trova al di fuori del centro abitato, sulla strada per Calvisano. Di antica origine fu pesantemente rimaneggiata nel 1692, con la demolizione dell'originaria abside, sostituita da un ingresso con piccolo portico, mentre l'altare venne ricostruito sul lato opposto.

#### Santuario delle Lame

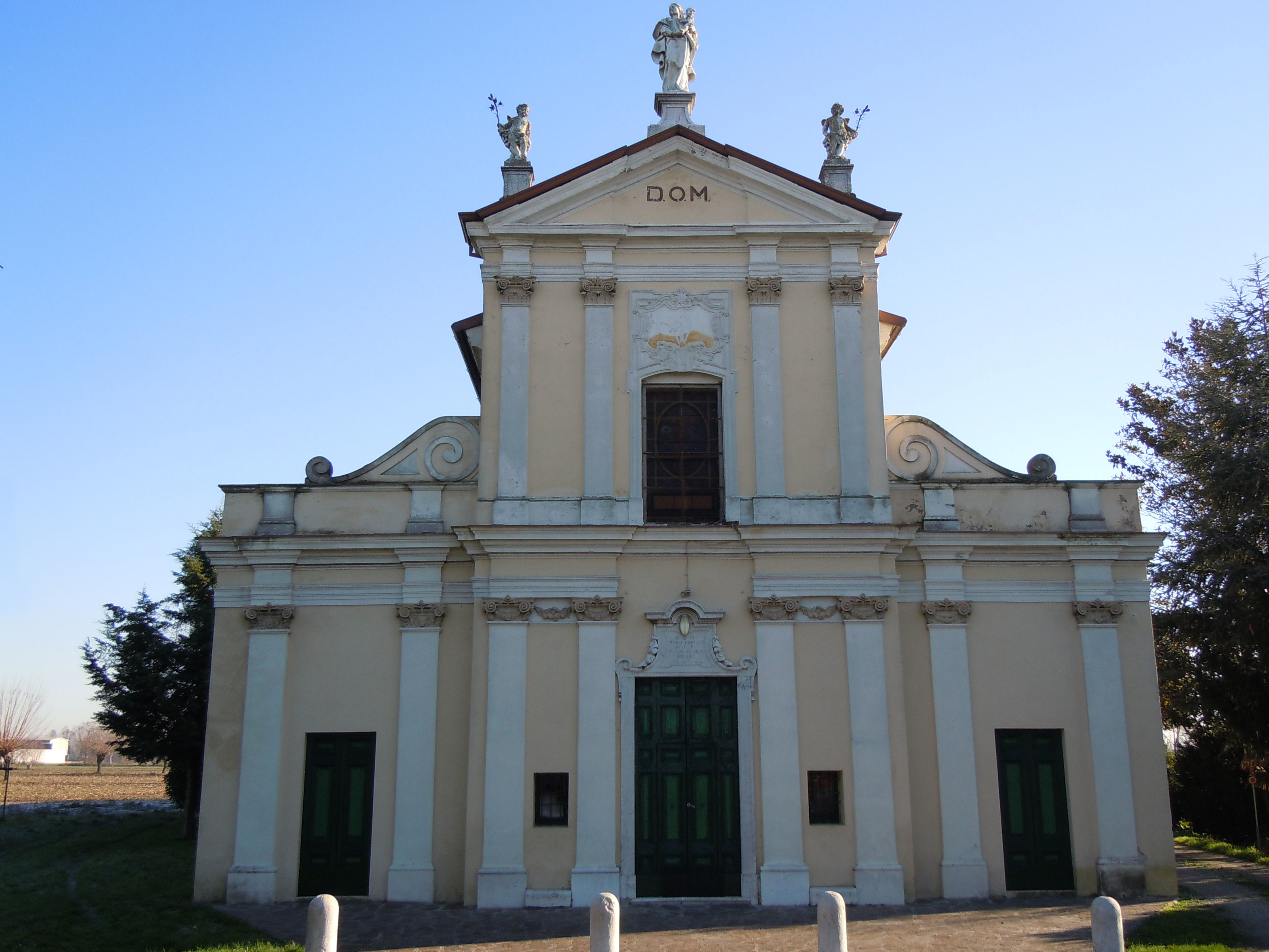
Santuario delle Lame

Il santuario dedicato alla Purità di Maria si trova nella frazione Lame, nella zona sud-orientale del territorio del comune, lungo la strada che conduce a Castel Goffredo, costruito nel 1760 al posto di una più antica cappella: il committente, il sacerdote Bonaventura Bozzola e l'anno sono ricordati da un'iscrizione.
Nel 1958 la chiesa fu ornata con decorazioni e una pavimentazione marmorea.

#### Altri edifici sacri
- Chiesa di San Giuseppe
- Chiesa della Madonna di Ravere
- Chiesa di San Rocco
- Chiesa del Suffragio
- Chiesa del Sacro Cuore
- Cappella di Casa Girelli
- Cappella di via Gerevini: Santa Maria Maddalena
- Santella di via IV Novembre
- Santella di via Pozzi
- Cappella Località Cascina Boschetti

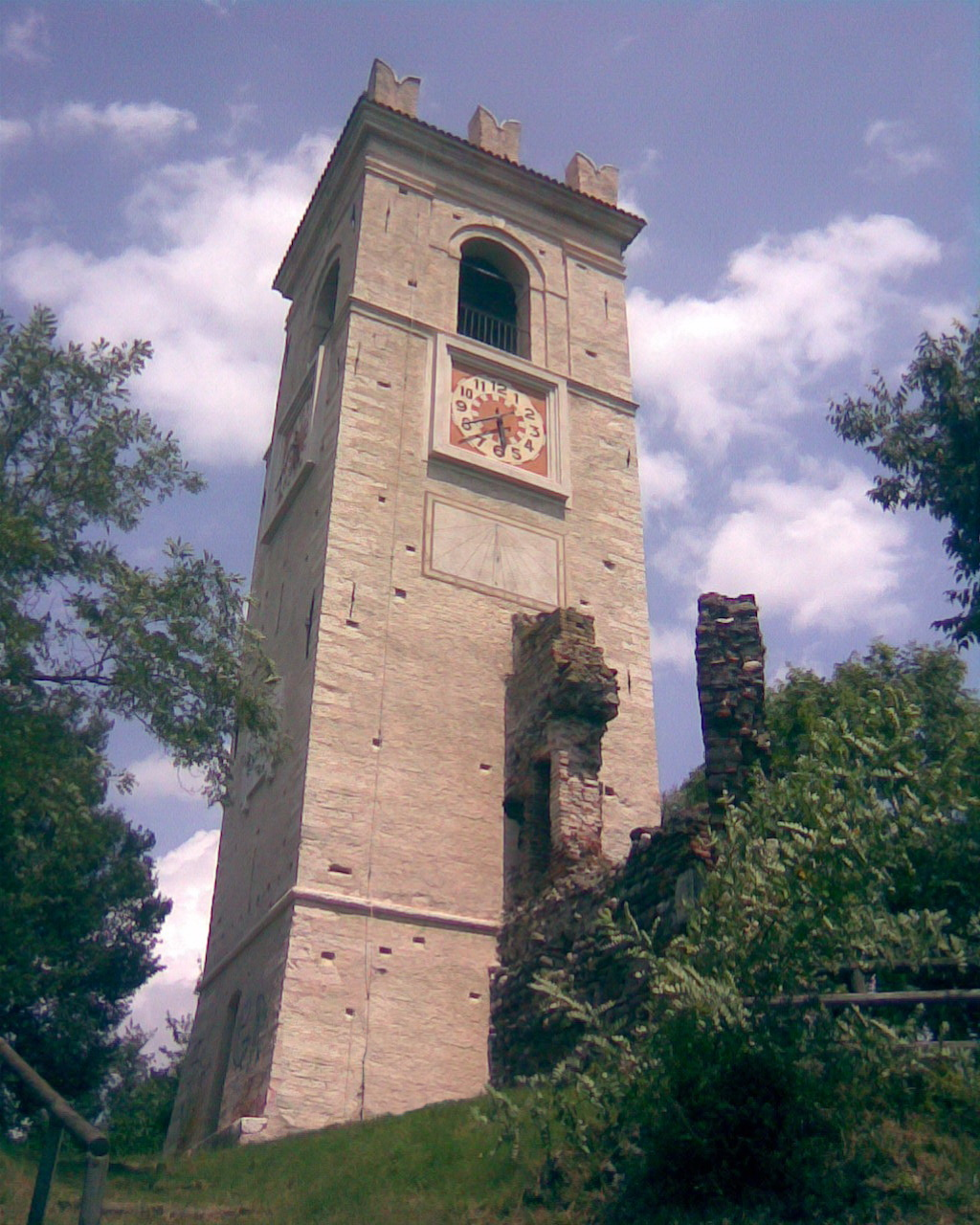
Torre vecchia

### Architetture militari

#### Torre Vecchia
La Torre vecchia, a pianta quadrata e dotata di merli, si trova sul monte Rocchetta, associata ai resti di murature appartenenti a un castello. Ai piedi della torre si conservavano in passato anche i resti di un fossato (redefoss).

### Architetture civili

#### Palazzo Deodato Laffranchi

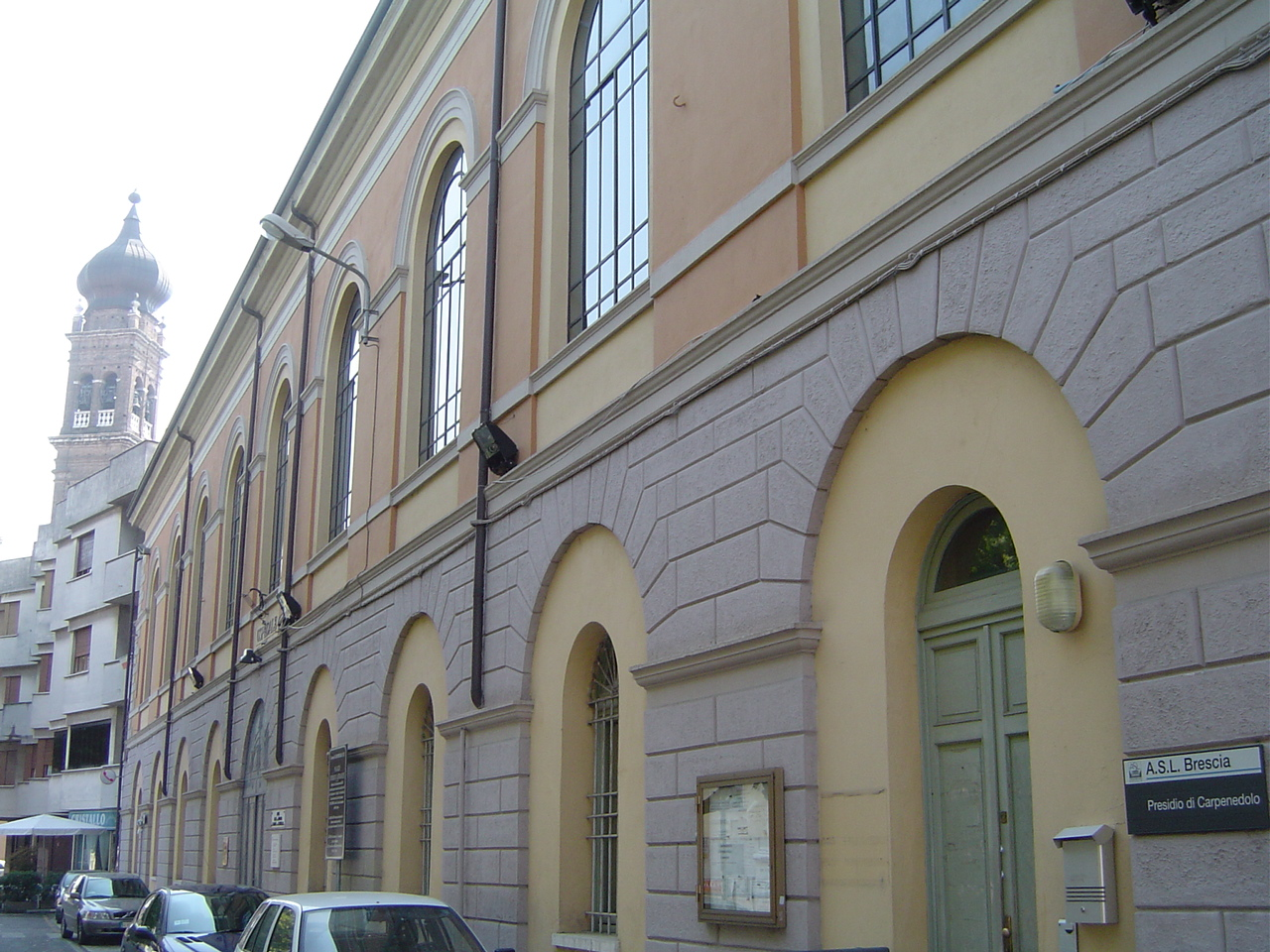
Facciata del palazzo Deodato Laffranchi

Il palazzo di proprietà Laffranchi, in via Tre Ponti divenne un ospedale per disposizione testamentaria dell'ultimo proprietario, Deodato Laffranchi, morto il 14 aprile 1635. L'ospedale, ristrutturato nelle forme attuali nella seconda metà dell'Ottocento ha funzionato fino al 1970 ed è stato in seguito adibito a casa di riposo. Dopo il trasferimento di questa a nuova sede, il palazzo è stato restaurato tra il 1995 e il 1999 ed è divenuto sede del centro anziani, di uffici comunali, della biblioteca comunale, di un piccolo teatro e di un consultorio dell'ASL.

#### Palazzo Tommaso Caprioli

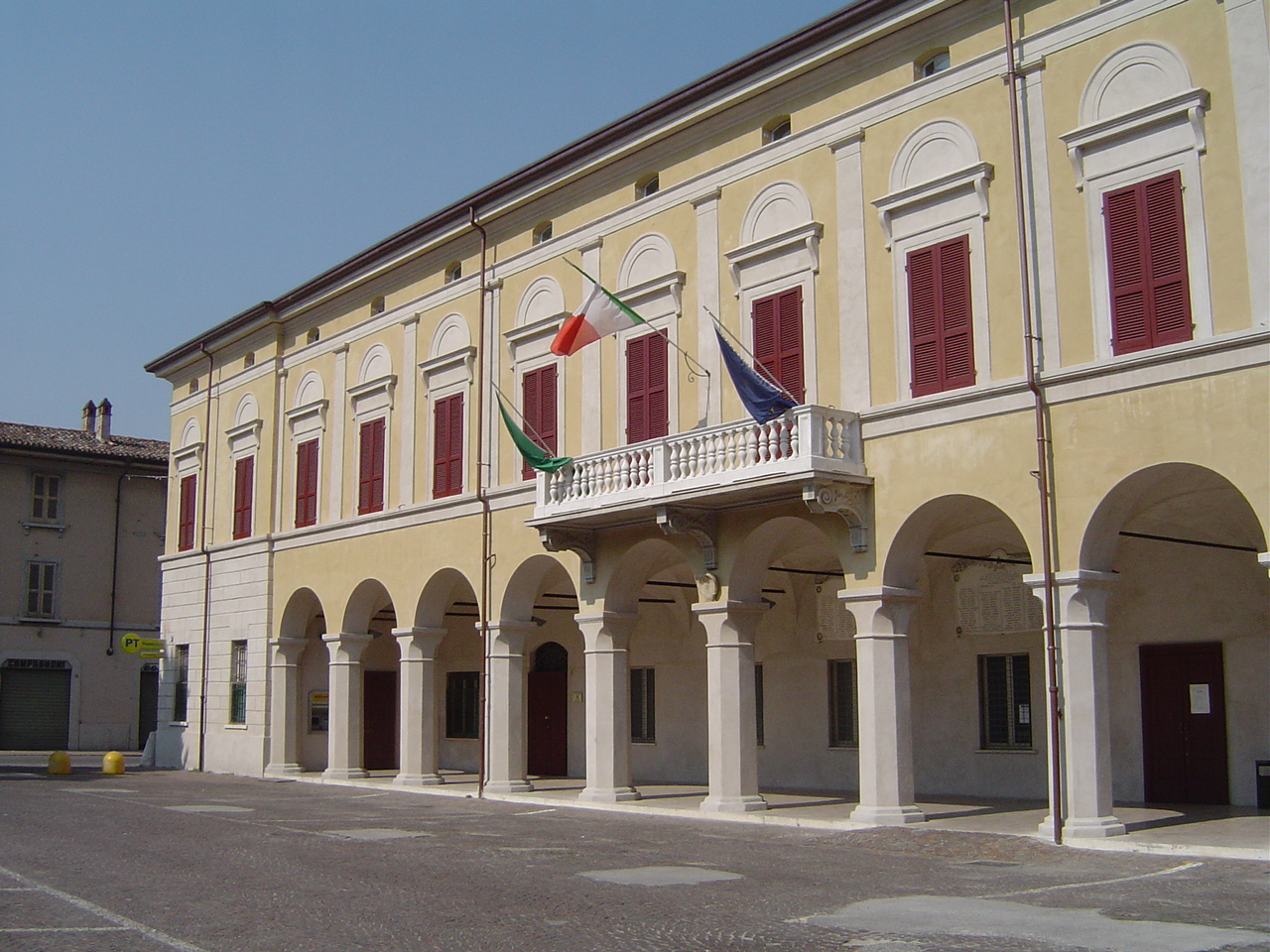
Facciata del palazzo Tommaso Caprioli

Il palazzo, di origine cinquecentesca, fu in possesso della famiglia Caprioli fino al suo acquisto da parte del comune. Divenne la prima sede del municipio, quindi scuola elementare e media. Dopo il trasferimento della scuola negli anni ottanta è divenuto sede dell'ufficio postale e di associazioni culturali. Un restauro condotto tra il 2005 e il 2007 ha rimesso in luce degli affreschi. Il palazzo ha preso il nome di Palazzo della Cultura e ospita ancora associazioni culturali ed è sede della Pro loco.

### Altri luoghi e monumenti di interesse
- Torre Nuova

## Società

### Evoluzione demografica
Al 31 dicembre 2018 i residenti risultano 13.096 facendo di Carpenedolo il 19º comune per popolazione residente della provincia di Brescia. L'età media si attesta sui 41.1 anni mentre il tasso di natalità (31° in provincia) è del 8.8‰.
Abitanti censiti

L'aumento della popolazione è stato esiguo nei primi 100 anni di storia Italiana (1861-1961). Nel decennio 1960-1970 l'incremento è stato più intenso grazie al boom economico che ha interessato il paese in quel periodo. Dal 2000 e fino al 2010 l'incremento è stato molto più marcato, dovuto in maggior parte a popolazione straniera, la quale ha rappresentato infatti circa il 70% della crescita demografica. A partire dall'anno 2010, questo fenomeno ha mostrato una frenata, arrivando nel 2014 ad avere un saldo negativo, in termini di aumento di popolazione complessiva.

### Etnie e minoranze straniere
Carpenedolo, negli ultimi anni, è divenuta una cittadina multietnica. All'inizio del 2021 la popolazione straniera rappresenta il 16% del totale (Istat 31/12/2020). Al 1º gennaio 2021 risiedono a Carpenedolo 2125 cittadini stranieri appartenenti alle seguenti principali nazioni d'origine:
1. Romania, 433
2. Marocco, 343
3. Albania, 234
4. India, 174
5. Pakistan, 122
6. Senegal, 114
7. Nigeria, 103
8. Ghana, 84
9. Macedonia, 65
10. Repubblica Popolare Cinese, 62
11. Moldavia, 61
12. Ucraina, 60
13. Egitto, 50

### Lingue e dialetti
A Carpenedolo sia nella popolazione più anziana che in quella più giovane è largamente diffuso l'utilizzo del dialetto locale: si tratta di un dialetto lombardo orientale di varietà bresciana, influenzato però della vicinanza del territorio in cui si parla l'alto mantovano.

### Religione
La maggior parte della popolazione fa parte della Chiesa cattolica, e afferisce all'unica parrocchia di San Giovanni Battista (retta da un arciprete coadiuvato da due curati), appartenente alla diocesi di Brescia. Il patrono della comunità cattolica di Carpenedolo è san Bartolomeo apostolo, che si festeggia il 24 agosto.
Gli stranieri residenti sono in prevalenza induisti e musulmani.

### Tradizioni e folclore
Durante l'anno sono proposti dalle varie realtà del territorio alcuni eventi tradizionali:

Fiera del torrone

- Carnevale carpenedolese

Dopo la seconda guerra mondiale ha ripreso vita la tradizione di festeggiare il Carnevale con una sfilata di carri allegorici dei Goghi (antica fazione filoveneziana del paese), che si tiene il sabato precedente al martedì grasso, nella piazza principale del paese. A metà giornata inoltre squadre di arrampicatori si dedicano alla scalata dell'albero della cuccagna. Vengono distribuiti gratuitamente gnocchi caldi per tutta la giornata.
- Festa di San Bartolomeo, risalente alla fine del XV secolo e ancora oggi festeggiata nella settimana che comprende il 24 agosto.
- Fiera "Carpenedolo in vetrina": dal 1972 Nuova Fiera, fiera della produzione artigianale, commerciale e industriale comunale.
- Manifestazione "Sport e solidarietà": dal 1996 in settembre gare tra le locali associazioni sportive per raccogliere fondi per beneficenza ("Gruppo Madre Teresa di Calutta").
- Manifestazione "Novello e non solo": in autunno presentazione di vini delle aziende vitivinicole bresciane.
- Fiera del torrone: ripresa nel 2005 insieme alla festa della Madonna del Castello (8 dicembre).

## Cultura

### Istruzione

#### Biblioteche
La biblioteca comunale è stata istituita nel 1971 e aveva la propria sede nel Palazzo comunale, dal 1999 è situata presso Palazzo Laffranchi.
Possiede attualmente un patrimonio di circa 20.000 volumi tra letteratura saggistica, CD audio e DVD disposti a scaffale aperto. La Biblioteca dispone di due postazioni PC collegate a Internet e a stampante. È inoltre presente una sezione di archivio storico contenente volumi consultabili unicamente all'interno della biblioteca stessa. La biblioteca organizza periodicamente eventi culturali legati alla promozione della lettura, rivolti a tutte le fasce di età.

#### Scuole
Sul territorio comunale sono presenti le seguenti tipologie di scuole:
ISTITUTO COMPRENSIVO DI CARPENEDOLO
- Scuole dell'Infanzia Statali: 2
- Scuole Primarie: 1
- Scuole Secondarie di I grado: 1;
- Scuola dell'Infanzia Paritaria: 1

#### Musei
- Museo Ugo Adriano Graziotti: museo d'arte contemporanea contenente i quadri e le sculture di Ugo Adriano Graziotti, artista contemporaneo del '900, nato a Carpenedolo il 7 maggio 1912 e morto a Castenedolo il 18 novembre 2000. Il museo è situato al secondo piano di Palazzo Deodato Laffranchi, inaugurato il 22 maggio del 1999.[34]
- Museo del Santuario della Madonna del Castello: museo contenente oggetti sacri, tele d'epoca e alcuni ordigni inesplosi della seconda guerra mondiale rinvenuti sul territorio di Carpenedolo.[35]

### Media

#### Stampa
- Il Castello, periodico d'informazione. Fondato dalla Parrocchia di Carpenedolo nel 1994. Tratta delle iniziative della Parrocchia di Carpenedolo e dell'Oratorio.
- Il Megafono, primo periodico gratuito d'informazione. Fondato dall'Associazione Culturale “Il Megafono” nel 1998. Tratta degli avvenimenti, persone e associazioni culturali e sportive del paese.
- Vita di Carpenedolo, periodo gratuito d'informazione. Fondato dal Camune di Carpenedolo nel 2004. Tratta delle iniziative dell'amministrazione comunale e degli organi ad essa legati.
- Piazza Europa, periodico gratuito d'informazione. Fondato dall'associazione “Sotto il cielo dei carpini” nel 2005. Tratta di fatti, persone e realtà del territorio.

### Musica
Il territorio di Carpenedolo è caratterizzato da una forte dedizione alla musica. Sono presenti sul territorio diverse realtà importanti nell'ambito musicale:
- Il “Corpo Musicale Carpenedolese”: fondato nel 1948 sulle ceneri della compagnia filarmonica carpenedolese. Svolge attività didattica, attività concertistica e servizio a piedi durante le ricorrenze civili o religiose[36].
- Accademia Musicale A.Vivaldi: fondata nel 1983, è una forte realtà musicale del territorio. Si propone di diffondere la cultura musicale attraverso un'intensa attività didattica, concerti, seminari, corsi di perfezionamento[37].
- Associazione Musicale "Mario Casnici": Direttore Artistico M°Luca Tononi.
- Corale Polifonica "ARS NOVA" Direttore M° Mario Tononi

### Cucina

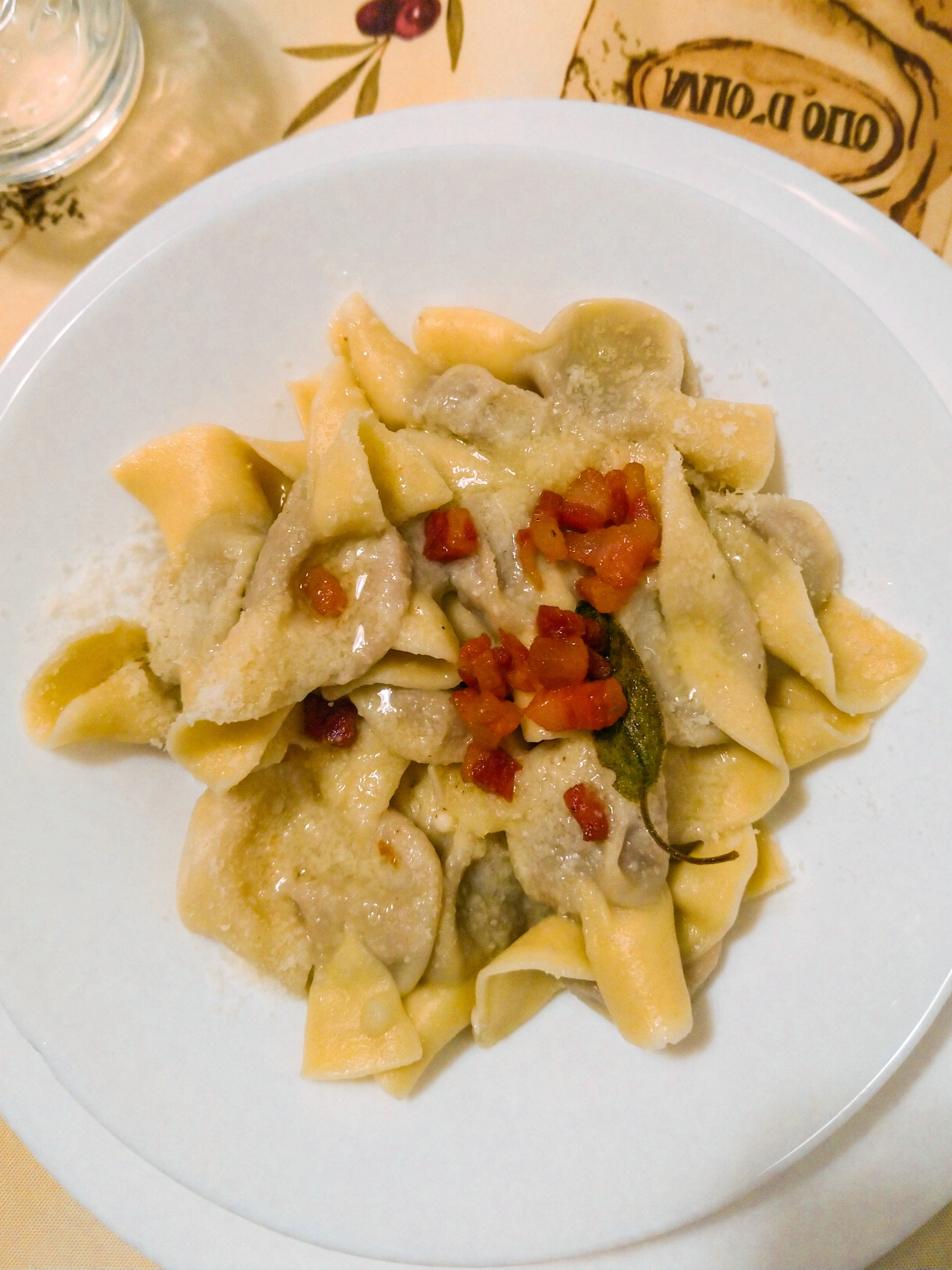
Una padella di casoncelli.

La cucina di Carpenedolo è tipica della Lombardia Orientale. È legata a tradizioni contadine e al legame culinario con le zone vicine, soprattutto con la cucina mantovana. Alcuni piatti caratteristici sono la polenta, in accompagnamento dei primi e dei secondi, fra cui la polenta e osei in versione bresciana; i primi piatti di pasta ripiena, tortelli, agnoli e casonsei, gnocchi di patate; gallina ripiena e salame cotto.
Si ricorda inoltre il Malfatto di Carpenedolo, tipico piatto locale che rappresenta la cucina povera delle campagne bresciane e che dal 2014 ha assunto lo stato di "De.C.O." (Denominazione comunale d'origine) assieme alla torta secca di Carpenedolo.

### Eventi
- Stagione concertistica: concerti di musica classica proposti nel periodo gennaio-marzo presso il "Piccolo teatro" di palazzo Laffranchi dall'Accademia Musicale A.Vivaldi.[senza fonte]
- Festival Jazz Mario Casnici: Serate di musica jazz proposte nel mese di agosto dall'associazione musicale Mario Casnici.[senza fonte]
- Fiera di San Bartolomeo, risalente alla fine del XV secolo e ancora oggi festeggiata nella settimana che comprende il 24 agosto. La nuova Fiera di S. Bartolomeo ha preso inizio, su iniziativa dell'Amministrazione Comunale nell'anno 1972.  All'interno della fiera è possibile trovare un'esposizione di quadri di autori locali e dei territori limitrofi.[senza fonte]
- Concerto di Natale nella chiesa parrocchiale (Corale Polifonica "Ars Nova" di Carpenedolo").[senza fonte]

## Geografia antropica

### Suddivisione del territorio
Il territorio comunale si estende per circa 30 km². Secondo lo statuto comunale, oltre al capoluogo esistono otto località:
- Carpenedolo (4,6 km² e 12 000 abitanti);
- Gerole (2,2 km² e 65 abitanti);
- Lame (6,7 km² e 232 abitanti);
- Lametta (0,7 km² e 87 abitanti assieme alla località Livelli);
- Livelli (1,45 km² e 87 abitanti assieme alla località Lametta);
- Ravere (5,3 km² e 210 abitanti);
- Sant'Apollonia (2,3 km² e 92 abitanti);
- Taglie (3,7 km² e 214 abitanti);
- Tezze e Parti  (3,2 km² e 159 abitanti).

## Economia
La popolazione attiva è pari al 45,2% del totale ovvero 4 629 abitanti su un totale di 10386 (dati del censimento del 2001), suddivisa in:
- agricoltura: 298 abitanti, pari al 6,7%
- industria: 2 438 abitanti, pari al 52,3%
- servizi: 1 893 abitanti, pari al 41,0%

### Agricoltura
Carpenedolo appartiene alla regione agraria n. 14 della Pianura Bresciana Orientale. Alla produzione agricola è destinato il 75% del territorio comunale, sebbene sin dalla seconda metà del Novecento la percentuale di addetti nel settore si sia ridotta notevolmente, passando al 14,8% del 1971 al 6,7% del 2001. La principale coltivazione è il granturco, che viene utilizzato in maggior misura come mangime per il bestiame di allevamento (bovini da macello e da latte).

### Industria
La presenza di attività di produzione industriale è documentata fin dal XIV secolo mulini, macine, segherie e magli maccanici attivati dalla forza dell'acqua grazie alla "Fossa Magna". Dal XV secolo è inoltre presente l'industria del laterizio, facilitata dall'abbondanza di argilla. Dal XVIII secolo si diffuse la coltivazione del gelso e l'allevamento dei bachi da seta, con sviluppo anche di attività di trasformazione e la creazione di setifici e filatoi, divenuti nel XX secolo filande (nel 1920 le filande Gatti e Dell'Oro impiegavano 800 operaie).
Dal secondo dopoguerra si ebbe un considerevole sviluppo industriale, con la presenza di aziende del settore calzaturiero, che diedero lavoro a più di 2 500 persone (Bober, SuperCarpen, Pirca): nei primi anni settanta fu l'unico comune della zona a non essere dichiarato "zona depressa". Successivamente la crisi del settore costrinse le grandi aziende calzaturiere alla chiusura, ma furono sostituite da piccoli laboratori artigianali. Negli anni sessanta avevano aperto altre imprese attive nel settore alimentare, metalmeccanico e nell'edilizia.
Con l'approvazione del primo piano urbanistico da parte della Regione Lombardia, nel 1978 le attività artigianali e industriali sono state decentrate a nord e a sud del paese. Continuano ad essere presenti sul territorio alcune grandi aziende metalmeccaniche.

### Servizi
Circa il 30% degli impiegati sono inseriti negli organi pubblici (locali e nazionali). In passato si svolgeva il mercato del bestiame, oggi concentrato al Centro Fiera di Montichiari. Sono diffuse le piccole imprese artigianali dell'edilizia.

## Infrastrutture e trasporti
Il comune di Carpenedolo è attraversato da nord a sud dalla strada statale 343 "Asolana" che collega Montichiari e Parma: dal 1995 la viabilità principale aggira il centro abitato, prendendo in quel tratto il nome di strada provinciale di Brescia 343.
La strada provinciale 69 attraversa il paese da ovest a est, verso i comuni di Calvisano (ponte di Mezzane) e di Castiglione delle Stiviere. Le strade provinciali 104 e 105 che portano verso la provincia di Mantova, Gozzolina di Castiglione e Castel Goffredo.
Il servizio di trasporto pubblico è gestito dal consorzio Trasporti Brescia Sud e dall'APAM di Mantova, con collegamenti per il lago di Garda, per Brescia e per Mantova.
Il 3 settembre 1911 a Carpenedolo fu inaugurata una stazione tranviaria lungo la variante Montichiari-Castiglione delle Stiviere della tranvia Brescia-Mantova-Ostiglia, relazione esercita a vapore che venne soppressa nel 1933. La tratta fino a Brescia rimase tuttavia in esercizio quale tranvia elettrica suburbana, a cura della Provincia, fino al 1952.

## Amministrazione
Di seguito l'elenco dei sindaci di Carpenedolo:
| Periodo | Periodo | Primo cittadino    | Partito | Carica  | Note |
| ------- | ------- | ------------------ | ------- | ------- | ---- |
| 1945    | 1946    | Paolo Bonisoli     |         | Sindaco |      |
| 1946    | 1951    | Girolamo Ravera    | PCI-PSI | Sindaco |      |
| 1956    | 1960    | Giuseppe Vescovi   | DC      | Sindaco |      |
| 1960    | 1970    | Gottardo Zonta     | DC      | Sindaco |      |
| 1970    | 1980    | Pierluigi Zaniboni | DC      | Sindaco |      |
| 1980    | 1985    | Mario Ianni        | DC      | Sindaco |      |
| 1985    | 1986    | Enrico Carrero     | DC      | Sindaco |      |
| 1986    | 1990    | Stefano Boselli    | PSI     | Sindaco |      |
| 1990    | 1995    | Mario Ferrari      | DC      | Sindaco |      |

Di seguito l'elenco dei sindaci eletti direttamente dai cittadini (dal 1995):
| Periodo        | Periodo        | Primo cittadino    | Partito                                     | Carica  | Note |
| -------------- | -------------- | ------------------ | ------------------------------------------- | ------- | ---- |
| 24 aprile 1995 | 14 giugno 1999 | Pierluigi Zaniboni | lista civica di centro-sinistra e Lega Nord | Sindaco |      |
| 14 giugno 1999 | 14 giugno 2004 | Valentino Treccani | Lega Nord                                   | Sindaco |      |
| 14 giugno 2004 | 26 maggio 2014 | Gianni Desenzani   | lista civica di centro-sinistra             | Sindaco |      |
| 26 maggio 2014 | 10 giugno 2024 | Stefano Tramonti   | lista civica di centro-destra               | Sindaco |      |
| 10 giugno 2024 | in carica      | Luca Franzoni      | lista civica                                | Sindaco |      |

## Sport

### Atletica leggera
Dal 1984 è presente a Carpenedolo una società di atletica leggera l'Atletica Carpenedolo che conta circa 110 atleti, affiliata alla FIDAL, federazione italiana di atletica leggera, e presieduta da Giovanni Tellaroli.

### Basket
Società sportiva "Amico Basket Carpenedolo".

### Calcio
Aveva sede nel comune la società Associazione Sportiva Dilettantistica Atletico Carpenedolo, fondata nel 1957, che ha ripreso l'attività nel 2012

### Pallavolo
Pallavolo Carpenedolo

### Impianti sportivi
Nel 1929 a Carpenedolo venne realizzato il primo impianto sportivo, originariamente denominato Campo Sportivo del Littorio. Ristrutturato più volte, fu l'unico campo sportivo cittadino sino al 1982, quando venne inaugurato lo stadio Mundial '82, con una capienza di 3000 posti e annesso centro sportivo.